# بلوتکان
بلوتکان (انگلیسی: Belotecan) دارویی است که در شیمی درمانی برای درمان سرطان ریه سلول کوچک و سرطان تخمدان به کار می‌رود.

## مکانیسم عمل
بلوتکان توپوایزومراز I را بلوک می‌کند و مجموعه قابل جدا شدن توپوایزومراز I-DNA را تثبیت می‌کند، که از پیوند شکستگی‌های DNA تک رشته‌ای تولید شده توسط توپوایزومراز I جلوگیری می‌کند. شکستگی های کشنده DNA دو رشته‌ای زمانی اتفاق می‌افتد که کمپلکس توپوایزومراز I-DNA توسط دستگاه تکثیر DNA مواجه می‌شود، همانندسازی DNA مختل می شود و سلول تومور تحت آپوپتوز قرار می‌گیرد. توپوایزومراز I آنزیمی است که باعث شکستگی های برگشت پذیر تک رشته ای در DNA در طی همانندسازی DNA می‌شود.